# Vladimír Špidla
Vladimír Špidla (* 22. dubna 1951 Praha) je český politik SOCDEM. Od července 2002 do června 2004 byl premiérem České republiky. V letech 2001 až 2004 byl předsedou České strany sociálně demokratické. Od roku 2004 do února 2010 byl evropským komisařem pro zaměstnanost, sociální věci a rovné příležitosti. Od října 2011 byl ředitelem sociálnědemokratického think tanku Masarykova demokratická akademie. V letech 2014 až 2017 působil jako ředitel Odboru poradců a poradkyň předsedy vlády.

## Životopis
Narodil se v roce 1951 v Praze. Jeho otcem byl herec a režisér Václav Špidla (1922–1979). Základní školu absolvoval v Plzni a v Praze. Po maturitě na SVVŠ Budějovická roce 1970 studoval Filozofickou fakultu Univerzity Karlovy obor historie a prehistorie. Diplomovou práci na téma Založení Živnobanky obhájil v roce 1976. Prošel řadou profesí: pracovník památkové péče a ochrany přírody, archeolog, dělník na pile, zaměstnanec mlékárny a skladu stavebnin. V 70. a 80. letech aktivně působil v Českém svazu ochránců přírody. Po roce 1989 pracoval jako ředitel Úřadu práce v Jindřichově Hradci.
Mezi jeho záliby patří památková péče, ze sportů pak přespolní běh a různé sporty provozované v přírodě. Je podruhé ženatý. Dvě děti Kryštofa a Šimona má z prvního manželství a další dvě děti vyženil.

## Politická kariéra
Před rokem 1989 nebyl politicky organizován, po Sametové revoluci se stal jedním ze zakládajících členů České strany sociálně demokratické (od roku 2023 Sociální demokracie). V roce 1990 působil jako místopředseda pro školství, zdravotnictví, sociální věci a kulturu Okresního národního výboru v Jindřichově Hradci. V letech 1991–1996 byl ředitelem Úřadu práce tamtéž. V roce 1992 se stal členem předsednictva ČSSD, v březnu 1997 jejím statutárním místopředsedou a v dubnu 2001 se stal předsedou ČSSD. V roce 1996 byl zvolen poslancem Poslanecké sněmovny, kde působil jako předseda výboru pro sociální politiku a zdravotnictví.

### Člen vlády
Od 22. července 1998 do 12. července 2002 vykonával funkci 1. místopředsedy vlády a ministra práce a sociálních věcí ve vládě Miloše Zemana. Jako místopředseda byl pověřen koordinací svého resortu a ministerstev zdravotnictví; školství, mládeže a tělovýchovy; životního prostředí a kultury. V roce 2001 o něm Miloš Zeman uvažoval jako ministru financí, kdy měl nahradit Pavla Mertlíka.
V roce 2001 navrhl zákon o snížení platů ústavních činitelů, který se mu však pro odpor US-DEU, ODS, KDU-ČSL a KSČM nepodařilo prosadit. Navrhl také přeměnu České správy sociálního zabezpečení na sociální pojišťovnu, která by oddělila příjmy ze zdravotního a sociálního pojištění od státního rozpočtu a zamezila tak použití vybraných prostředků na jiné účely.

### Předseda vlády
Po parlamentních volbách v roce 2002 odmítl pokračovat v opoziční smlouvě a přivedl ČSSD k zisku 30 % hlasů, byl 12. července 2002 jmenován předsedou vlády. Jeho vláda tvořená ČSSD, KDU-ČSL a US-DEU získala těsnou většinu jednoho hlasu.
Mezi 3. únorem, kdy skončil mandát Václava Havla, a 7. březnem 2003, kdy složil prezidentský slib jeho nástupce, vykonával také některé pravomoci prezidenta republiky.
Dne 14. června 2003 proběhlo v zemi referendum, které souhlasilo s přistoupením České republiky k Evropské unii. Česko se stalo členem unie 1. května 2004.
Nesouhlas vlastní strany s daňovou i zahraniční politikou vlády, neúspěchy sociálnědemokratických kandidátů v prezidentských volbách a zisk pouhých 8,8 % voličských hlasů pro sociální demokracii v evropských volbách v roce 2004 vyvolaly vyjádření nedůvěry Ústředního výkonného výboru ČSSD. Špidla sice toto hlasování ustál, ale v reakci na následující hlasování o dalším vládnutí ve formátu ČSSD – KDU-ČSL – US-DEU, které dopadlo v neprospěch tohoto projektu, odstoupil jak z pozice předsedy ČSSD, tak pozice předsedy vlády. Vláda v souladu s ústavním pořádkem podala demisi zároveň s ním. Ironií osudu nezbylo Špidlovu nástupci Stanislavu Grossovi než opřít se o tutéž těsnou vládní většinu, ačkoli byla inkriminovaným hlasováním zamítnuta.

#### Reforma veřejných financí
V roce 2003 zahájila Špidlova vláda reformu veřejných financí, jejímž cílem bylo snížení rozpočtových schodků zamezujících přijetí eura z 6,2 % HDP v roce 2003 na 4 % v roce 2006. Úspor mělo být dosaženo zpomalením růstu platů zaměstnanců veřejného sektoru, pomalejší valorizací penzí, prostřednictvím škrtů v nemocenské a také snižováním počtu státních zaměstnanců. Tato opatření se setkala s nesouhlasem odborů, které svolávaly protestní demonstrace.
Reforma také počítala s navýšením spotřební daně na cigarety, líh a pohonné hmoty a s přesunem řady položek do vyšší sazby DPH.
Zvýšena měla být i daň z nemovitosti a odvody živnostníků na sociálním pojistném, byla zavedena minimální daň pro živnostníky. Podnikům naopak vláda plánovala snížit daň z příjmů z 31 procent v roce 2003 na 24 procent v roce 2006.
Koalice se shodla mj. na zrušení omezení souběhu důchodu a výdělků a o zrušení omezení souběhu rodinných příspěvků a mezd. Dalším záměrem koaličního kabinetu bylo založení minimálního vyměřovacího základu pojistného u osob samostatně výdělečně činných na principu fiktivního příjmu, který měl činit 50 procent průměrné mzdy v národním hospodářství.
Otázka stropu maximálního vyměřovacího základu pro OSVČ a zaměstnance měla být posouzena v souvislosti se zavedením nového důchodového systému.
Přes odpor opozice se podařilo prosadit zákaz hotovostních operací přesahujících částku 500 000 Kč. Proti prezidentskému vetu se také podařilo realizovat změnu ve výši DPH, kdy byla základní sazba snížena z 22 na 19 %, přičemž ovšem došlo k převodu velké části položek ze snížené 5% sazby do základní.

#### Návrh důchodové reformy
Záměrem reformy bylo zajistit prostřednictvím kombinace státního důchodu a důchodového připojištění příjem zhruba ve výši 60 % (bez připojištění 45 %) posledního příjmu v zaměstnání. Jako věková hranice pro odchod do důchodů bylo zvažováno 62–63 let, hranice se měla každých 6 let upravovat podle aktuálního demografického vývoje. Systém měl sice umožňovat předčasný odchod do důchodu, přesto však motivoval k delší pracovní aktivitě.

#### Zahraniční politika

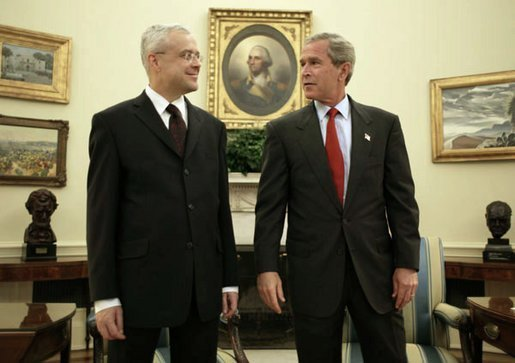
Vladimír Špidla a George W. Bush v Oválné pracovně (15. července 2003)

Po nástupu do funkce zbavil vlivu okruh osob kolem bývalého poradce Miloše Zemana Miroslava Šloufa, který byl zejména ze strany USA vnímán jako bezpečnostní riziko. Proti vůli části vlastní strany a s podporou ODS prosadil vojenskou účast české armády v tehdy obsazeném Iráku.

#### Nouzový stav
Kvůli záplavám vyhlásil Vladimír Špidla (v souladu s čl. 5 a 6 ústavního zákona č. 110/1998 Sb., o bezpečnosti České republiky) nouzový stav od 18.00 hodin 12. srpna 2002 do 24 hodin 22. srpna 2002 pro území hlavního města Prahy, Středočeského kraje, Jihočeského kraje, Plzeňského kraje a Karlovarského kraje z důvodu značného rozsahu ohrožení životů, zdraví a majetku v důsledku rozsáhlých povodní. Současně nařídil řadu opatření pro zástupce krajů, záchranáře, ministry a obyvatele.

### Evropský komisař pro zaměstnanost, sociální věci a rovné příležitosti
Původním kandidátem na eurokomisaře za Českou republiku byl Miloš Kužvart, který se však z důvodu nedostatečných jazykových znalostí rozhodl o funkci neucházet. Poté se Špidlovi proti vůli KDU-ČSL podařilo prosadit Pavla Teličku. V důsledku demise vlastní vlády byl nakonec nominován sám Špidla.
Od 22. listopadu 2004 do února 2010 byl evropským komisařem pro zaměstnanost, sociální věci a rovné příležitosti. Inicioval vznik Evropského fondu pro přizpůsobení se globalizaci (EGF), který pomáhá zajistit rekvalifikaci osob, které přišly o práci v důsledku měnících se trendů na celosvětovém trhu práce, např. v důsledků přesunu výroby mimo EU. Podařilo se mu prosadit zkrácení lhůt pro přístup nových členských zemí na pracovní trh většiny původních států EU. Zvýšil ochranu zaměstnanců zavedením maximální délky pracovní doby. Usiloval také o celoplošný zákaz kouření na pracovištích. Spolu s komisařem Franco Frattinim prosadil Akční plán pro legální migraci, který byl prvním krokem k vytvoření společného evropského postoje k tématu.

### Aktuální politická činnost
Ve volbách do Senátu PČR v roce 2010 kandidoval v obvodu č. 10 – Český Krumlov, avšak neuspěl.
V dubnu 2012 byl Vladimír Špidla jmenován do stínové vlády ČSSD na pozici ministra životního prostředí.
Po volbách do Poslanecké sněmovny PČR v roce 2013 se o něm spekulovalo jako o ministru práce a sociálních věcí ČR ve vznikající vládě Bohuslava Sobotky. Nakonec se však stal na začátku roku 2014 vedoucím Odboru poradců a poradkyň předsedy vlády, který působí v rámci Úřadu vlády ČR. Funkci vykonával do prosince 2017.
Ve volbách do Poslanecké sněmovny PČR v roce 2021 kandidoval na pražské kandidátce ČSSD na 25. místě, ale nebyl zvolen.
Ve volbách do Senátu PČR v roce 2022 kandidoval za ČSSD v obvodu č. 19 – Praha 11. Se ziskem 8,33 % hlasů se umístil na 5. místě a do druhého kola voleb nepostoupil. V roce 2022 zároveň kandidoval do Zastupitelstva hlavního města Prahy z 31. místa kandidátky koalice Solidarita, kterou tvořili ČSSD, Zelení a dvě levicová hnutí Budoucnost a Idealisté, ale také neuspěl.
Ve volbách do Evropského parlamentu v červnu 2024 kandidoval za SOCDEM na 27. místě její kandidátky. Strana však získala pouze 1,86 % hlasů, a zvolen tak nebyl.

## Ocenění
Dne 6. prosince 2016 byl vyznamenán Řádem čestné legie za zásluhy o rozvoj česko-francouzských vztahů a podporu evropské integrace.

## Kritika
V roce 2002 odmítl, aby ČSSD vrátila podezřelý finanční dar 800 000 Kč od podnikatele Josefa Matoulka, který mohl pocházet z vytunelovaných CS fondů. Deník Mladá fronta uváděl, že Špidla bagatelizuje problémy ve stranickém financování.
V roce 2000 Špidla zavinil automobilovou nehodu a způsobil škodu 30 000 Kč. Při nehodě nebyl nikdo zraněn.

## Obchodní, řídící a správní aktivity
podle výpisu z obchodního rejstříku:
- od dubna 1999 do srpna 2001 člen správní rady Národní vzdělávací fond, o.p.s. se sídlem v Praze
- od března do října 2000 místopředseda představenstva Cíl, akciová společnost v Praze